# 大花百合
大花百合（学名：Lilium concolor var. megalanthum）是百合科百合属渥丹的变种，为多年生草本植物。分布在中国大陆的吉林等地，生长于海拔500米的地区，见于湿草甸，目前尚未由人工引种栽培。

## 形态
株高30-80cm，叶条形散生，绝大多数开单花, 极少数开双花, 罕见开三花及以上。花橙红色具紫色斑点，雄蕊6枚，鳞茎球形，花期6-7月，果期8-9月。